# Kostroma
Kostroma (rusko Кострома́, IPA: [kəstrɐˈma]) je zgodovinsko mesto in glavno mesto Kostromske oblasti v Rusiji. Je del Zlatega obroča ruskih mest in leži na sotočju Volge in Kostrome. Leta 2021 je imela 267.481 prebivalcev.
Mesto je ustanovil Jurij Dolgoroki leta 1152. Glede na to, da veliko strokovnjakov verjame, da so vzhodnoslovanska plemena prispela na območje današnje Belorusije, Ukrajine in zahodne Rusije med letoma 400 in 600, bi bila Kostroma lahko veliko starejša, kot je veljalo doslej.
Mesto ima enako ime kot vzhodnoslovanska boginja Kostroma.
Kot druga vzhodna ruska mesta so Kostromo leta 1238 zavzeli Mongoli. Takrat je bila Kostroma majhna kneževina pod vodstvom kneza Vasilija Kostromskega, mlajšega brata slavnega Aleksandra Nevskega. Ko je Vasilij leta 1271 nasledil naziv velikega kneza, ni zapustil mesta in odšel v Vladimir. Njegovi potomci so vladali Kostromi še pol stoletja, dokler ni mesta kupil Ivan I. Moskovski.
Kot eno najsevernejših mest Moskovske velike kneževine je Kostroma velikim knezom služila kot kraj za pobeg, takrat ko so sovražniki oblegali Moskvo v letih 1382, 1408 in 1433. Leta 1375 so mesto oropali novgorodski pirati. V 16. stoletju je mesto bliskovito raslo, za kar so zaslužne trgovinske povezave z angleškimi in nizozemskimi trgovci skozi pristanišče Arhangelsk.